# Однополые браки в Колумбии
Однополые браки в Колумбии легализованы решением Конституционного суда страны 28 апреля 2016 года. Однако уже за несколько лет до этого решения несмотря на официальное отсутствие в Колумбии законодательных актов, регулирующих однополые браки или регистрированные партнёрства, в результате нескольких решений Конституционного суда однополые пары при определённых условиях могли считаться семейным союзом и на них распространялось законодательство о «фактическом сожительстве».

## Союзы де-факто
7 февраля 2007 года Конституционный суд Колумбии распространил несколько положений о фактическом браке, которые касаются имущественных и наследственных прав, на однополые пары. Следующим решением суда однополые пары были уравнены с гетеросексуальными семьями в правах в области социального обеспечения и медицинского страхования.
29 января 2009 года Конституционный суд постановил, что однополым парам должны быть предоставлены все права, которыми наделены гетеросексуальные семьи (касающиеся в том числе гражданства, вида на жительство и т. д.).
Согласно решению, суда пара будет считаться состоящей в фактическом союзе после двух лет совместного проживания. Союзы могут быть как зарегистрированными так и незарегистрированными, в обоих случаях они будут иметь одинаковый статус, но зарегистрированный союз будет обеспечивать большую юридическую защиту.

## Однополый брак
26 июля 2011 года Конституционный суд Колумбии обязал Конгресс Колумбии в течение двух лет принять законодательные акты об однополых семьях. Согласно решению суда, если до 20 июня 2013 года не будет принято соответствующего законодательства, то однополые пары в этой стране автоматически имеют право жениться у судей или нотариусов.
В октябре 2012 года сенатор Армандо Бенедетти внёс законопроект о легализации однополых браков. Законопроект первоначально разрешал только гражданские союзы, но позже текст был изменен самим Бенедетти и 4 декабря 2012 года Первый комитет Сената одобрил законопроект. В апреле 2013 года, после нескольких переносов рассмотрения, законопроект об однополых браках был отвергнут Сенатом Колумбии. Против однополых браков проголосовало 51 парламентариев, законопроект поддержали лишь 17 человек.
24 июня 2013 года была проведена первая однополая свадьба. Однако статус супругов остался спорным. Так, бывший председатель Конституционного Суда Карлос Гавириа заявил, что «этот контракт не имеет названия, но это не брак».
Противники однополых браков утверждают, что поскольку суд не использовал в своем решении термин «брак», то это не значит разрешения на брак. Генеральный прокурор Колумбии заявил, что суды и нотариусы могут свободно интерпретировать решения суда (в том числе для регистрации однополых браков).
Директор по нотариату Колумбии издал указание, чтобы нотариусы заключали в однополых парах не брак, а некий гражданский союз. Однако, поскольку подобные союзы законодательно не регламентированы, то ЛГБТ-активисты стали подавать иски в суды. В конце сентября 2013 года два суда заключили полноценные однополые браки, ссылаясь на решение Конституционного суда. Колумбийский генеральный инспектор Алехандро Ордонес подал апелляции на решение судов, намереваясь блокировать подобную практику.
В начале октября 2013 года суд в Колумбии аннулировал первый в стране однополый брак, признав его неконституционным. Однако 24 октября Высокий суд Боготы отменил данное судебное решениe, признав брак законным.
28 апреля 2016 года Конституционный суд с 6 голосами «за» и 3 голосами «против» принял решение о легализации однополых браков в стране.
В период с января по июнь 2017 года в стране было зарегистрировано 417 браков между лицами одного пола. Из них 56% браков было заключено между двумя мужчинами, 44% — между двумя женщинами.

## Общественное мнение
Опрос, проведенный Gallup poll в 2018 году, показал, что 46 % жителей Колумбии поддерживают легализацию однополых браков, 52 % против.
По данным опроса Invamer poll, проведённого в октябре 2019 года, 50 % жителей Колумбии высказались в пользу легализации однополых браков, 47 % были против.